# 斯特普爾頓冰川
斯特普爾頓冰川（英語：Stapleton Glacier），是南極洲的冰川，位於埃爾斯沃思地，全長11公里，流經皇帝半島，以美國地質調查局的地理學家命名，現時由南極條約體系管理。